# 荒木汰久治
荒木 汰久治（あらき たくじ、1974年6月29日- ）はプロのライフセービング選手、ライフガード。本人は自身の活動をもって“プロ・オーシャン・アスリート”と表現。熊本県出身。

## 活動
大学在学時よりライフセービングをはじめ、1996年全日本ライフセービング選手権のサーフ・スキー部門において優勝を修める。全日本ライフセービング選手権三連覇を果たす。
2004年7月、サバニという沖縄の伝統的な小型漁船の海人号に乗り、沖縄県糸満市から2005年日本国際博覧会の長久手会場、地球市民村まで2000キロメートルを航海した。
スタンドアップパドルボードの世界選手権Molokai 2 Oahuで3位に入賞した。

## 家族
息子の荒木珠里は、プエルトリコで2022年に行われたスタンドアップパドルボードの世界選手権大会で中距離、長距離の2部門で優勝した。同2022年APPワールドツアーSUP大会では、スプリントレースで2位、ディスタンスレースで1位、総合で優勝を果たし、年間シリーズは2位の記録を残した。

## 出版
- ウォーターマンへの道（2006年、PHP研究所）